# Катастрома

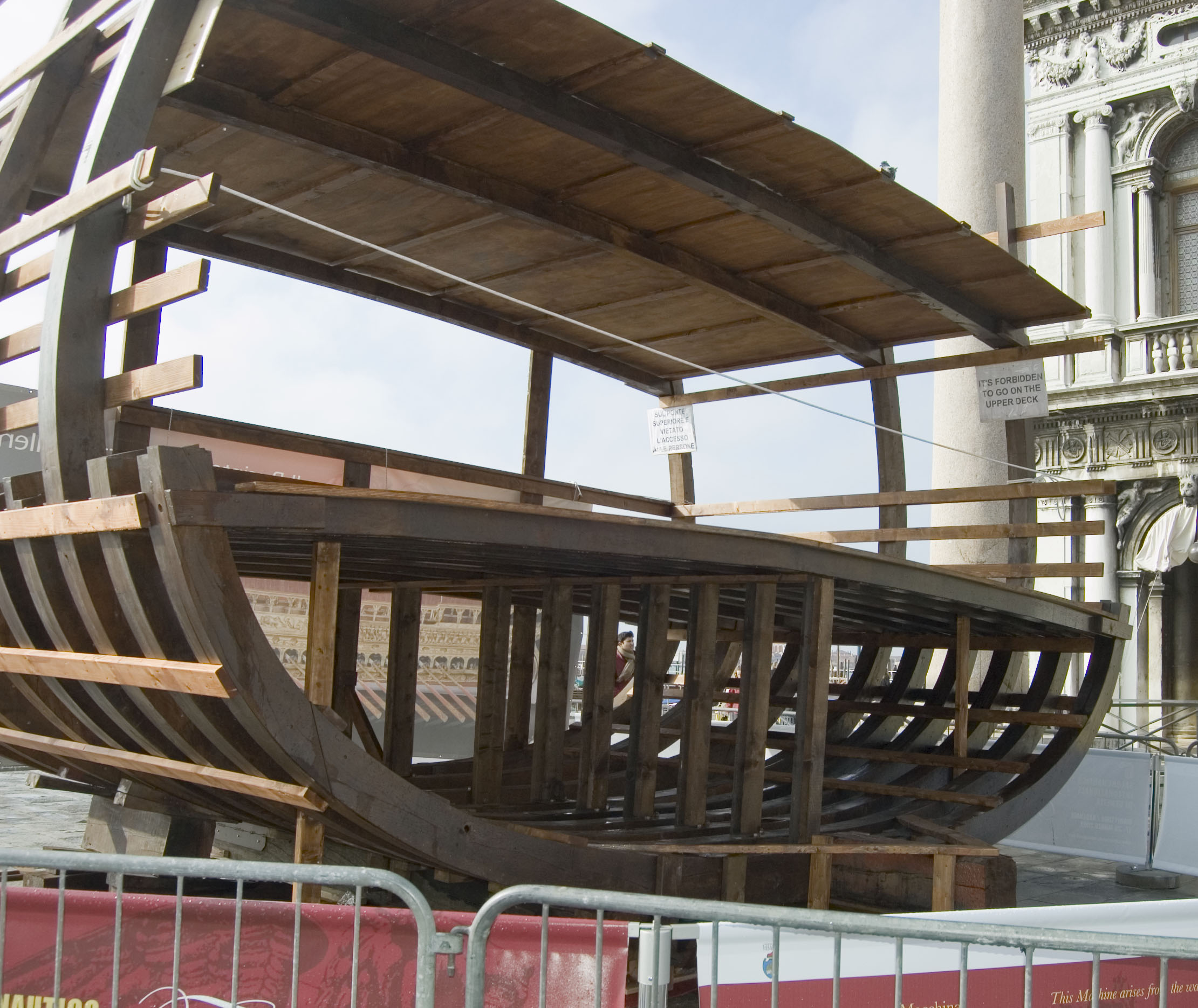
Фрагмент конструкции венецианской галеры Бучинторо. Вдоль оси в трюме установлен ряд пиллерсов

Катастрома — историческое название специальной платформы у древних гребных боевых кораблей (как правило трирем), которая располагалась на бимсах и пиллерсах на некоторой высоте над палубой. Катастрома усиливала продольную прочность судовой конструкции, прикрывала гребцов от вражеских стрел и позволяла увеличить количество перевозимых бойцов на корабле. Во время боя на ней можно было размещать дополнительные силы пехоты (гоплитов) и устанавливать разнообразные метательные орудия (баллисты, камнемёты и т. п.).